# Ray Liotta
Raymond Allen Liotta (18 tháng 12 năm 1954 – 26 tháng 5 năm 2022) là một diễn viên người Mỹ, nhà sản xuất phim và diễn viên lồng tiếng.
Liotta được biết đến nhiều nhất với vai diễn Henry Hill trong bộ phim tội phạm Goodfellas (1990); các vai diễn đáng chú ý khác bao gồm Ray Sinclair trong Something Wild (1986) của Jonathan Demme, trong đó ông nhận được đề cử Quả cầu vàng với Field of Dreams (1989), Unlawful Entry (1992), Cop Land (1997), Hannibal (2001), Blow (2001), John Q (2002), Indentity (2003), Killing Them Softly (2012) và The Place Beyond the Pines (2012).
Ông cũng đóng vai chính là Trung úy Matt Wozniak trong bộ phim truyền hình Shades of Blue (2016 – 2018).

## Tiểu sử
Liotta sinh ra ở Newark, New Jersey và được nhận nuôi hồi mới sáu tháng tuổi bởi bà Mary Liott Mary Liotta, một thư ký thị trấn được bổ nhiệm, và Alfred Liotta, chủ cửa hàng phụ tùng ô tô, giám đốc nhân sự, và chủ tịch câu lạc bộ Dân chủ địa phương. Ông có em gái, Linda Liotta, người cũng được nhận làm con nuôi.
Ông đã được bà Mary và ông Alfred nhận làm con nuôi vào những năm 2000. Cha mẹ nuôi của ông có tổ tiên là người gốc Ý và Scotland. Sau khi ông tìm hiểu và nói chuyện với mẹ ruột của mình, ông cũng biết mình có mang một phần dòng máu người Scotland từ mẹ ruột của mình. Ông có một người anh em cùng cha khác mẹ, có 5 chị em gái trong đó có một người là chị cả.
Liotta lớn lên trong một gia đình theo Công giáo La Mã, mặc dù gia đình của ông không phải là những người rất sùng tôn giáo và trong cuộc sống mỗi ngày ông đều thường tâm niệm và cầu nguyện những điều tốt đẹp nhất cho cuộc sống của mình.
Cha mẹ của Liotta đều là đảng Dân chủ. Liotta nhớ lại việc tham dự các cuộc diễu hành để phát tờ rơi cho cha của ông chạy cho Ủy ban Thị xã.
Ông tốt nghiệp trường trung học Union năm 1973 tại Union, New Jersey, nơi ông lớn lên và tốt nghiệp Đại học Miami, nơi ông nhận bằng về Mỹ thuật năm 1978 và học diễn xuất với Robert "Buckets" Lower. Ông đã biểu diễn trong các vở nhạc kịch như Cabaret, Dames at Sea, Oklahoma, và Sound of Music, trong suốt năm học đại học của mình.

## Cuộc sống cá nhân
Liotta kết hôn với nữ diễn viên Michelle Grace vào tháng 2 năm 1997 sau lần họ gặp nhau tại một cuộc thi bóng chày chuyên nghiệp bởi Mark Grace là chồng cũ của cô. Cặp đôi này đóng vai chính trong The Rat Pack, trong đó Liotta đóng vai Frank Sinatra và Grace vào vai Judith Campbell Exner. Họ có một con gái, Karsen Liotta, sinh năm 1998. Cặp đôi này đã ly dị vào năm 2004.
Vào ngày 19 tháng 2 năm 2007, Liotta đã bị bắt vì nghi ngờ bị say khi đang lái xe sau khi chiếc Cadillac Escalade của mình bị đâm vào hai chiếc xe đậu ở Pacific Palisades.

## Phim ảnh

### Phim
| Năm  | Tiêu đề                                       | Vai diễn                       | Chú thích |
| ---- | --------------------------------------------- | ------------------------------ | --- |
| 1983 | The Lonely Lady                               | Joe Heron                      | |
| 1986 | Something Wild                                | Ray Sinclair                   | Boston Society of Film Critics Award for Best Supporting Actor (tied with Dennis Hopper for Blue Velvet) Nominated — Golden Globe Award for Best Supporting Actor – Motion Picture Nominated — National Society of Film Critics Award for Best Supporting Actor (3rd place) Nominated — New York Film Critics Circle Award for Best Supporting Actor (3rd place) |
| 1987 | Arena Brains                                  | The Artist                     | Short film |
| 1988 | Dominick and Eugene                           | Eugene "Gino" Luciano          | |
| 1989 | Field of Dreams                               | 'Shoeless' Joe Jackson         | |
| 1990 | Goodfellas                                    | Henry Hill                     | |
| 1992 | Article 99                                    | Dr. Richard Sturgess           | |
| 1992 | Unlawful Entry                                | Officer Pete Davis             | Nominated – MTV Movie Award for Best Villain |
| 1994 | No Escape                                     | Captain J.T. Robbins           | |
| 1994 | Corrina, Corrina                              | Manny Singer                   | |
| 1995 | Operation Dumbo Drop                          | Captain T.C. Doyle             | |
| 1996 | Unforgettable                                 | Dr. David Krane                | |
| 1997 | Turbulence                                    | Ryan Weaver                    | |
| 1997 | Cop Land                                      | Detective Gary "Figgsy" Figgis | |
| 1998 | Phoenix                                       | Harry Collins                  | Also co-producer |
| 1999 | Muppets from Space                            | Gate Guard #1                  | Cameo |
| 1999 | Forever Mine                                  | Mark Brice                     | |
| 2000 | Pilgrim                                       | Jack                           | |
| 2000 | A Rumor of Angels                             | Nathan Neubauer                | |
| 2001 | Hannibal                                      | Paul Krendler                  | |
| 2001 | Heartbreakers                                 | Dean Cummano/Vinny Staggliano  | |
| 2001 | Blow                                          | Fred Jung                      | |
| 2002 | Narc                                          | Detective Lieutenant Henry Oak | Also producer Nominated – Independent Spirit Award for Best Supporting Male Nominated – Phoenix Film Critics Society Award for Best Supporting Actor |
| 2002 | John Q                                        | Chief Gus Monroe               | |
| 2002 | Ticker                                        | FBI Agent                      | Short film |
| 2003 | Identity                                      | Samuel Rhodes                  | |
| 2004 | The Last Shot                                 | Jack Devine                    | |
| 2004 | Control                                       | Lee Ray Oliver                 | Direct-to-DVD |
| 2005 | Revolver                                      | Dorothy Macha                  | |
| 2005 | Slow Burn                                     | Ford Cole                      | Also co-executive producer |
| 2006 | Even Money                                    | Tom Carver                     | |
| 2006 | Take the Lead                                 |                                | Executive producer |
| 2006 | Local Color                                   | John Talia Sr.                 | |
| 2006 | Comeback Season                               | Walter Pearce                  | |
| 2006 | Smokin' Aces                                  | Donald Carruthers              | |
| 2007 | Wild Hogs                                     | Jack                           | |
| 2007 | In the Name of the King: A Dungeon Siege Tale | Gallian                        | |
| 2007 | Battle in Seattle                             | Mayor Jim Tobin                | |
| 2007 | Bee Movie                                     | Himself                        | Voice |
| 2008 | Hero Wanted                                   | Detective Terry Subcott        | |
| 2008 | Powder Blue                                   | Jack Doheny                    | |
| 2009 | Crossing Over                                 | Cole Frankel                   | |
| 2009 | Observe and Report                            | Detective Harrison             | |
| 2009 | La Linea                                      | Mark Shields                   | Also executive producer |
| 2009 | Youth in Revolt                               | Lance Wescott                  | |
| 2010 | Crazy on the Outside                          | Gray                           | |
| 2010 | Date Night                                    | Joe Miletto                    | Uncredited Cameo |
| 2010 | Snowmen                                       | Reggie Kirkfield               | Also executive producer |
| 2010 | Chasing 3000                                  | Adult Mickey                   | |
| 2010 | Charlie St. Cloud                             | Florio Ferrente                | |
| 2011 | The Details                                   | Peter Mazzoni                  | |
| 2011 | The Son of No One                             | Captain Marion Mathers         | |
| 2011 | All Things Fall Apart                         | Dr. Brintall                   | |
| 2011 | Street Kings 2: Motor City                    | Marty Kingston                 | Direct-to-DVD |
| 2011 | The River Murders                             | Jack Verdon                    | |
| 2011 | Field of Dreams 2: Lockout                    | Roger Goodell                  | Short film |
| 2011 | The Entitled                                  | Richard Nader                  | |
| 2012 | Wanderlust                                    | Himself                        | Cameo |
| 2012 | Killing Them Softly                           | Markie Trattman                | |
| 2012 | Breathless                                    | Sheriff Cooley                 | |
| 2012 | The Iceman                                    | Roy DeMeo                      | |
| 2012 | The Place Beyond the Pines                    | Deluca                         | |
| 2012 | Ticket Out                                    | Jim                            | |
| 2012 | Yellow                                        | Afai                           | |
| 2012 | Bad Karma                                     | Molloy                         | |
| 2012 | Dear Dracula                                  | Count Dracula                  | Voice Direct-to-DVD |
| 2013 | The Devil's in the Details                    | Dr. Robert Michaels            | |
| 2013 | Pawn                                          | Man in the Suit                | |
| 2013 | Suddenly                                      | Todd Shaw                      | |
| 2014 | Better Living Through Chemistry               | Jack Roberts                   | |
| 2014 | Muppets Most Wanted                           | Big Papa                       | |
| 2014 | The Identical                                 | Reece Wade                     | Also executive producer |
| 2014 | Sin City: A Dame to Kill For                  | Joey                           | |
| 2014 | Revenge of the Green Dragons                  | Michael Bloom                  | |
| 2014 | Stretch                                       | Himself                        | Cameo |
| 2014 | Kill the Messenger                            | John Cullen                    | |
| 2015 | Blackway                                      | Blackway                       | |
| 2015 | Campus Code                                   | Bartender                      | |
| 2016 | Sticky Notes                                  | Jack                           | |
| 2016 | Flock of Dudes                                | Uncle Reed                     | |
| 2018 | Alone                                         | Mr. Ancilla                    | Post-production |
| 2019 | Untitled Noah Baumbach Project                |                                | Post-production |

### Truyền hình
| Năm         | Tiêu đề                                   | Vai diễn                         | Chú thích |
| ----------- | ----------------------------------------- | -------------------------------- | --- |
| 1980        | Hardhat and Legs                          | Family                           | Television film |
| 1980 – 1981 | Another World                             | Joey Perrini #2                  | 8 episodes |
| 1981        | Crazy Times                               | Johnny "Wizard" Lazarra          | Television film |
| 1983        | St. Elsewhere                             | Murray                           | Episode: "Rain" |
| 1983        | Casablanca                                | Sacha                            | 5 episodes |
| 1984        | Mike Hammer                               | Tony Cable                       | Episode: "Kill Devil" |
| 1985        | Our Family Honor                          | Officer Ed Santini               | 10 episodes |
| 1991        | Women & Men 2: In Love There Are No Rules | Martin Meadows                   | Television film |
| 1995        | Frasier                                   | Bob                              | Voice Episode: "Frasier Grinch" |
| 1998        | The Rat Pack                              | Frank Sinatra                    | Television film Nominated — Screen Actors Guild Award for Outstanding Performance by a Male Actor in a Miniseries or Television Movie |
| 2001        | Family Guy                                | Zack                             | Voice Episode: "Brian Does Hollywood"                                                                                                 |
| 2001 – 2002 | Just Shoot Me!                            | Himself                          | 2 episodes |
| 2002        | Point of Origin                           | John Leonard Orr                 | Television film |
| 2003        | Saturday Night Live                       | Himself (host)                   | Episode: "Ray Liotta/The Donnas" |
| 2004        | ER                                        | Charlie Metcalf                  | Episode: "Time of Death" Primetime Emmy Award for Outstanding Guest Actor in a Drama Series                                           |
| 2006 – 2007 | Smith                                     | Bobby Stevens                    | 7 episodes |
| 2008        | SpongeBob SquarePants                     | Trevor & Bubble Poppin Boys Gang | Voice Episode: "What Ever Happened to SpongeBob?"                                                                                     |
| 2010        | Hannah Montana Forever                    | Principal Luger                  | Episode: "Hannah Montana to the Principal's Office"                                                                                   |
| 2011        | The League                                | Mr. Hudabega                     | Episode: "Yobogoya!" |
| 2012        | Phineas and Ferb                          | Himself                          | Voice Episode: "What A Croc!" |
| 2012        | NTSF:SD:SUV::                             | Jason                            | Episode: "Wasilla Hills Cop" |
| 2012        | Abominable Christmas                      | Abominable Dad                   | Voice Television film |
| 2014        | The Money                                 | George Archer                    | Pilot |
| 2015        | Texas Rising                              | Lorca                            | 5 episodes Nominated — Screen Actors Guild Award for Outstanding Performance by a Male Actor in a Miniseries or Television Movie      |
| 2015 – 2016 | The Making of the Mob                     | Narrator                         | Voice 16 episodes |
| 2016 – 2018 | Shades of Blue                            | Lieutenant Matt Wozniak          | 36 episodes |
| 2016        | Modern Family                             | Himself                          | Episode: "Play-dates" |
| 2017        | Unbreakable Kimmy Schmidt                 | Paulie Fiuccillo                 | Episode: "Kimmy Pulls Off a Heist!"                                                                                                   |
| 2017        | Young Sheldon                             | Vincent                          | Episode: "A Solar Calculator, a Game Ball, and a Cheerleader's Bosom"                                                                 |
| 2018        | Great News                                | Himself                          | Episode: "Early Retirement" |
| 2018        | The Simpsons                              | Morty Szyslak                    | Voice Episode: "King Leer" |